# ليندسي ويكسون
ليندسي ويكسون يونغ (بالإنجليزية: Lindsey Wixson)‏ (من مواليد 11 أبريل 1994) عارضة أزياء أمريكية، وهي معروفة بمظهرها الفريد يميزها ب «شفاه قرصة النحل» الممتلئة وفلج الأسنان.اشتهرت بحملاتها مع المصممين مثل شانيل وجون غاليانو وفيرساتشي فانيتاس وميو ميو وجيل ستيوارت وألكسندر مكوين. اضطرت إلى التوقف عام ونصف من 2017 إلى 2018 - بسبب بعض تمزق الأربطة في قدمها، والتي كانت ناجمة عن ارتداء الكعب والعمل بجد في السنوات الثماني الماضية كعارضة أزياء.

## نشأتها
وُلدت ليندسي ويكسون في ويتشيتا بولاية كنساس في 11 أبريل 1994 لتوماس وميشيل، لديها أخت واحدة تدعى كيرستن. ورثت ليندسي أسنانها المتفرقة عن والدها. تعرضت ليندسي في مراهقتها للتنمر، بسبب فجوة أسنانها الظاهرة، مما يجعلها واعية حول مظهرها، خلال تلك الفترة وبقوام يصل إلى 1.74 متلا، كثيراً ما تردد على مسمعها ًمن أناس غرباء من يأتون ليخبروها أنها قد تكون عارضة أزياء، لذلك بدأت في البحث عنها كمهنة محتملة. وهو ما حدث بعد ذلك بقرارها أن تصبح عارضة أزياء، ووقعت لأول مرة مع وكالة في كانساس للعروض والصور الفوتوغرافية والتي ربطتها بوكالة فيجين لوس أنجلوس عام 2009.

## مسيرتها المهنية

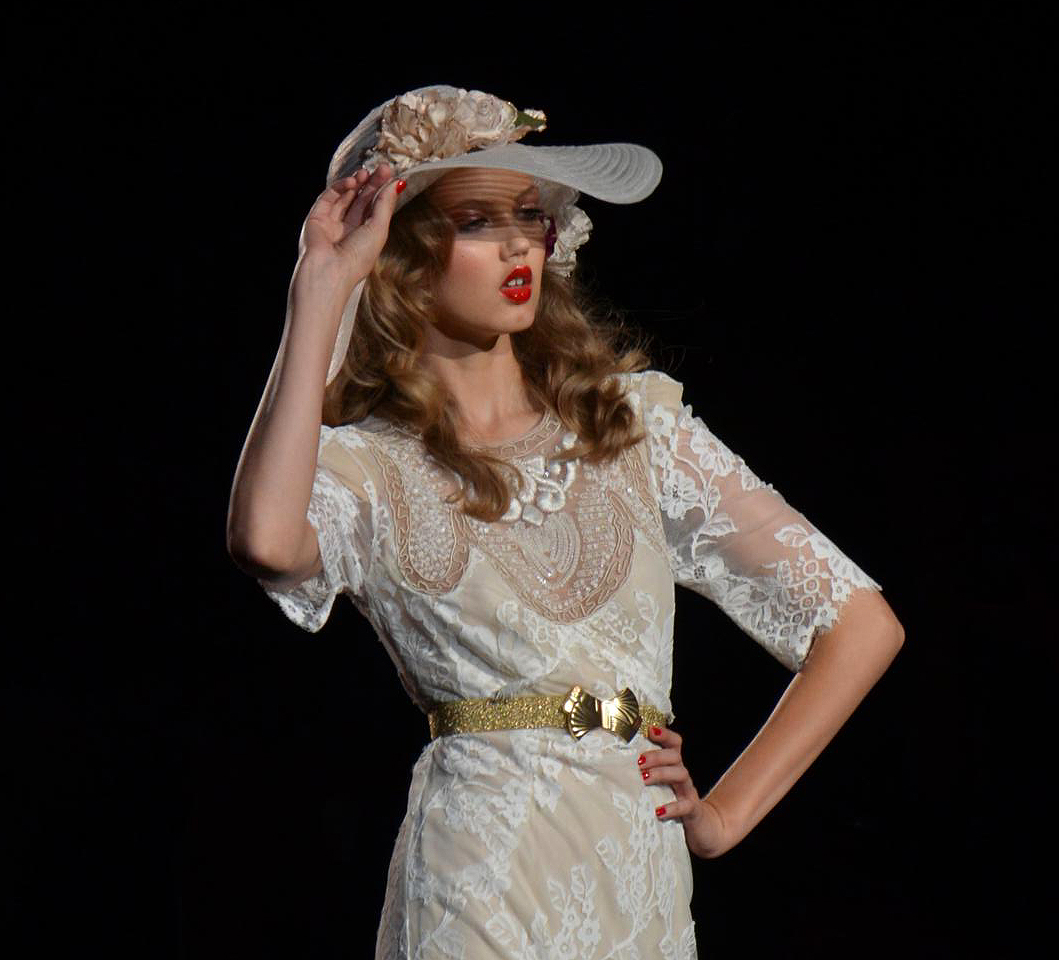
ليندسي ويكسون يونغ، نوفمبر 2011

### صعودها للشهرة عام 2009
بدأت ليندسي ويكسون حياتها المهنية في مجال الأزياء في عام 2009 عندما وقعت مع وكالة فيجين موديلز في لوس أنجلوس. في يونيو 2009 ، ذهبت إلى نيويورك حيث تم رفضها من قبل وكالة آي إم جي مودلز والعديد من الوكالات الأخرى، باستثناء واحدة: وكالة مارلين. في سن 15 عامًا، تم اختيارها من قِبل ستيفن ميسل بعد العثور على فيديو لها على موديلز.كوم ومقال في فوغ إيطاليا، كان ظهورها الأول على المدرج في أسبوع نيويورك للموضة في ربيع سينثيا ستيف في نيويورك عام 2010 .

## حياتها الشخصية
ليندسي متزوجة من تو هاكس يونغ وهو أصل أمريكي أصلي يعمل مصصم بشكل مستقل مع وكالة في نيويورك تسمى دي فاستو، تشمل هوايات ويكسون الفن والكتابة. عندما تنتهي من عرض الأزياء، من بين أصدقائها عارضة الأزياء دافني جرونفيلد وكميل رو وإيثان جرين وإيملاين فاليد. أعربت ويكسون أن مجال عرض الأزياء ساعدها حقًا في بناء ثقتها بنفسها.

## روابط خارجية
- ليندسي ويكسون على موقع دليل عارضات الأزياء (الإنجليزية)

- LindseyWixson، وlindseywixsonعلى تويتر.